# Iguassua
Iguassua is een geslacht van hooiwagens uit de familie Gonyleptidae.
De wetenschappelijke naam Iguassua is voor het eerst geldig gepubliceerd door Mello-Leitão in 1935. 

## Soorten
Iguassua is monotypisch en omvat slechts de volgende soort:
- Iguassua humilis